# Brigades d'infanterie parachutiste
Vous pouvez aider à l'améliorer ou bien discuter des problèmes sur sa page de discussion.
- Son texte doit être wikifié : il ne correspond pas à la mise en forme Wikipédia (style, typographie, liens internes, liens entre les wikis, etc.). (Marqué depuis novembre 2021)
- Il est orphelin : moins de trois articles lui sont liés. Aidez à ajouter des liens en plaçant le code [[Brigades d'infanterie parachutiste]] dans les articles relatifs au sujet. (Marqué depuis juillet 2025)

La Brigade d'infanterie parachutiste est une unité de l'armée marocaine faisant partie des unités de réservé générale. La première brigade est totalement opérationnelle à la fin des années 1960, la première. Elle est cantonnés à Rabat-Salé
Les bataillons sont commandée par un Colonel-major et placés sous l'autorité directe du roi.

## Compositions
Compositions de la brigade :
- Un bataillon de commandement et de service.
- Trois bataillons de combat.
- 1ʳᵉ et 2ᵉ brigades d’infanterie parachutiste[1]

## Équipements
Les unités para sont équipées de matériels suivants :
Véhicule
- Humvee
- URO VAMTAC

Armement individuelle
- FN mag
- ATGM konkurs
- AK 102/104/105
- Missiles anti char Milan
- Missiles Hot
- Missiles Tow

Artillerie
- Canons de 106 SR
- Mortiers de 120 mm

## Principales opérations
- Contre l'armée algérienne en 1963 dans la région de Tindouf
- Dans un cadre plus pacifique, de servir de Casques Bleus au Congo alors déchiré dans les affres de l'indépendance.
- En 1967, puis en 1973, le Maroc se trouve impliqué dans les deux conflits arabo-israéliens, notamment en octobre 1973, dans les combats sur le Mont Hermon en Syrie, où les paras marocains auront à affronter les paras israéliens.
- Deux bataillons paras sont envoyés en 1976 combattre les troupes mauritaniennes lors du partage du Sahara Espagnol.
- En avril 1977, trois bataillons paras sont envoyés au Zaire pour aider ce pays à repousser l'invasion des Katangais à partir de l'Angola.
- L'année suivante, après l'intervention des légionnaires français français parachutés au Shaba à Kolwezi au Congo, les paras Marocains retournent pour les mêmes raisons dans cette région et y stationneront plus d'un an.